# U.S. Highway 9
U.S. Highway 9 ist ein Highway in den Vereinigten Staaten, der in Nord-Süd-Richtung durch die US-Bundesstaaten Delaware, New Jersey und New York verläuft.
Neben der U.S. Route 10 ist die U.S. Route 9 eine von nur zwei US-Highways mit einer Fährverbindung in ihrem Streckenverlauf. Das Südende ist eine Kreuzung mit der U.S. Route 13 und liegt in Laurel, Delaware. Im Norden endet die Straße in einer Sackgasse in der Nähe der kanadischen Grenze. Wer die kanadische Grenze überqueren möchte, muss in Champlain die Abzweigung zur Interstate 87 nehmen.
Der Großteil der U.S. 9 ist, mit einigen Ausnahmen in den Bevölkerungszentren, zweispurig ausgebaut. 
Die wichtigste Ausnahme bildet der Abschnitt in den Counties Middlesex und Monmouth in der Mitte und dem Norden New Jerseys. In dieser Region verläuft die Straße parallel zur U.S. Route 11 und ist vier- oder sechsspurig mit getrennten Fahrstreifen ausgebaut.
Andere Ausnahmen verlaufen im Staat New York mit ähnlichen Abschnitten, bei Albany ist die Straße zum Expressway ausgebaut. 
In New Jersey und New York verläuft die U.S. 9 in weiten Teilen parallel zum Garden State Parkway oder zur Interstate 87.

## Verlauf

### Delaware
An ihrem Südende verläuft die US 9 von Ost nach West in Sussex County. Sie beginnt ihren Verlauf als Abzweigung der U.S. Route 13 in Laurel und passiert Georgetown in Richtung Osten nach Lewes zum Cape May. Dort überquert die Lewes Ferry, die Teil der US 9 ist, die Delaware Bay. Dieser Streckenabschnitt entstand durch den Ausbau der Delaware Route 28 zwischen Laurel und Georgetown und der Delaware Route 18 zwischen Georgetown und Lewes, die dadurch ersetzt wurden.

### New Jersey
Am Cape May verläuft die U.S. 9 parallel zum Garden State Parkway durch die Vororte von Atlantic City, bis sie an der Überquerung der Mündung des Mullica River kurzzeitig zusammenverlaufen. Danach verläuft die Straße wieder eigenständig entlang der Küste, bis sie sich an der Überquerung des Toms River wieder mit den Garden State Parkway vereinigt. Nach der Flussüberquerung trennen sich die beiden Straßen, und die U.S. 9 biegt dann landeinwärts in Richtung New York ab. Von Lakewood ab verfügt die Straße über getrennte Fahrstreifen. Nach der Edison Bridge über den Raritan River geht die Straße in Woodbridge mit dem U.S. Highway 1 zusammen. Dort verläuft sie zunächst entlang des Newark Liberty International Airport, und über den Pulaski Skyway  verlässt die US 9 zusammen mit der Route 1 und der Interstate 95 New Jersey über die George Washington Bridge.

### New York
Nach der Brücke erreicht die Straße an der Nordspitze Manhattan über die gebührenfreie Broadway Bridge New York 
City, wo sie ein Teil des Broadways bildet. Nachdem die Bronx von der Straße durchquert worden ist, verlässt sie die Stadt und gelangt ins Westchester County. Dort bildet sie teilweise den Verlauf der alten Albany Post Road nach. Entlang des Hudson River ist die US 9 eine vielbefahrene Straße, 
die viele Vororte miteinander verbindet und an National Historic Landmarks wie Sunnyside und Kykuit vorbeiführt. Zwischen Croton-on-Hudson und Peekskill trägt die Straße den Namen Croton Expressway. Dieser Abschnitt endet am Annsville Circle an der Kreuzung mit der US 20 und US 202, danach verläuft die US 9 wieder zweistreifig entlang der alten Poststraße. Bei Fishkill führt die Straße am Van Wyck Homestead Museum vorbei und wird an der Citygrenze von Poughkeepsie eine Straße mit sechs Fahrstreifen und getrennten Richtungsfahrbahnen. Ab Poughkeepsie wird die 
Zahl der Fahrspuren auf 4 verringert. An der Abzweigung der St. Andrews Road an der Stadtgrenze nach Hyde Park verringert sich die Straße dann schließlich auf 2 Fahrspuren. Bei Red Hook dreht die Straße 
weiter in Richtung Inland ab und bleibt durch das ganze Columbia County hindurch bis zu den Außenbezirken von Hudson eine zweistreifige Landstraße. Im Rensselaer County verbreitert sich die Straße wieder an der Abzweigung zur I-90 und vereinigt sich in Albany mit der US 20. Dort überquert sie den Hudson River über die Dunn Memorial Bridge. Während des Straßenverlaufs durch Albany ist die US 9 eine vielbefahrene Straße, die das Stadtzentrum mit den nördlichen Vororten verbindet. Die Pendler benutzen die Straßen bis nach Saratoga Springs und Lake George an der Grenze zum Adirondack Park. Der Abschnitt durch diesen Park ist das am wenigsten befahrene Teilstück im gesamten Straßenverlauf. Im Park wird die Straße deshalb wieder zweistreifig, denn bei der Durchquerung des fast 150 Kilometer langen Abschnittes durch die Waldwildnis des Adirondack Parkes führt die Straße nur durch einige vereinzelte Dörfer und Weiler. Nach dem Park verläuft die Straße am Westufer des Lake Champlain bis zur Stadtgrenze von Plattsburgh parallel zur Interstate 87. Während die Interstate einen Bogen um die Stadt macht, führt die US 9 direkt am Westufer des Sees und durch die Stadt hindurch. Nach Plattsburgh verlaufen die beiden Straßen wieder sehr nahe nebeneinander, bis die US 9 bei Champlain in der Nähe der Grenze zu Kanada in einer Sackgasse endet.

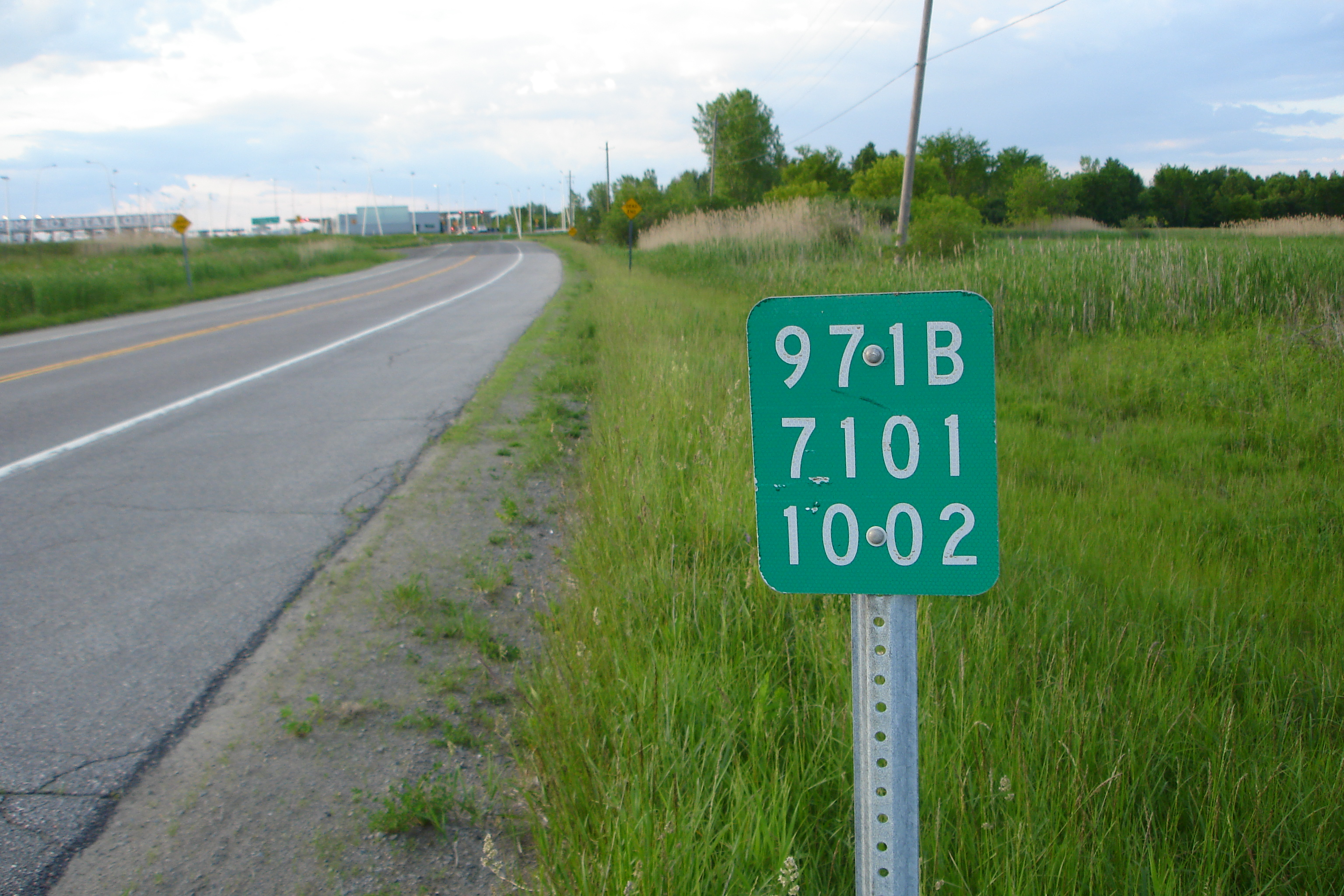
Letzte Markierung der US 9 bzw. NY 971B; Links davon ist der Grenzübergang nach Kanada zu erkennen